# إيرا بلاك (عازف قيثارة)
إيرا بلاك (بالإنجليزية: Ira Black)‏ هو عازف قيثارة أمريكي، ولد في 23 مارس 1971 في ساكرامنتو في الولايات المتحدة.

## وصلات خارجية
- إيرا بلاك على موقع ميوزك برينز (الإنجليزية)
- إيرا بلاك على موقع ديسكوغز (الإنجليزية)